# Тадэ, Михаил Михайлович
Михаил Михайлович Тадэ (1907—1971) — советский артист, театральный деятель, заслуженный деятель искусств РСФСР (1959). Основатель Народного театра в Павловском Посаде.

## Биография
Отец — Михаил Фердинандович Тадэ, нотариус, почётный гражданин Павловского Посада.
В 1925 году окончил 9-летнюю школу им. Луначарского, где руководил самодеятельным драматическим кружком. По окончании школы поступил работать руководителем драматического кружка в Центральный межсоюзный клуб г. Павловский Посад. В 1926 году начал учёбу в Московской студии им. Ермоловой, продолжая руководство драмкружка.
С 1932 по 1944 гг. — актёр в разных театрах.
С 1944 по 1945 гг. — в Красной Армии.
С 1945 по 1968 год — руководитель театрального коллектива в ДК Павлово-Покровской фабрики.